# Brulleia flavibasalis
Brulleia flavibasalis är en stekelart som beskrevs av He och Chen 1993. Brulleia flavibasalis ingår i släktet Brulleia och familjen bracksteklar. Inga underarter finns listade.